# Donnie Walsh
Joseph Donald Walsh Jr., mais conhecido como Donnie Walsh (New York City, 1 de março de 1941) é um ex-jogador de basquete estadunidense e atual gerente geral e presidente das operações do New York Knicks.

## Carreira
Começou a sua carreira na Universidade da Carolina do Norte e foi selecionado no draft da NBA pelo Philadelphia Warriors, mas não disputou nenhuma partida. Fez curso para ser policial mas abandonou para tornar-se técnico de basquete. Foi treinador de times colegiais da Universidade da Carolina do Sul por cerca de 20 anos, antes de ser adquirido pelo Denver Nuggets para ser assistente de Larry Brown. Após a saída do último, Walsh tornou-se treinador principal durante uma temporada, tendo sido substituído por Doug Moe em 1980. Em 1984, tornou-se assistente do Indiana Pacers.
Após encerrar a sua carreira como técnico também, Walsh decidiu tornar-se executivo, assumindo a posição de gerente geral do Pacers, quando em 1987 após uma decisão controversa foi promovido a CEO e presidente, onde ficou até resignar na temporada 2007-08. Em 2 de abril de 2008, o New York Knicks anunciou-o como presidente das operações relacionadas ao basquete e gerente geral.